# Cantonul La Petite-Pierre
Cantonul La Petite-Pierre este un canton din arondismentul Saverne, departamentul Bas-Rhin, regiunea Alsacia, Franța.

## Comune
- Erckartswiller
- Eschbourg
- Frohmuhl
- Hinsbourg
- Lichtenberg
- Lohr
- Petersbach
- La Petite-Pierre (reședință)
- Pfalzweyer
- Puberg
- Reipertswiller
- Rosteig
- Schœnbourg
- Sparsbach
- Struth
- Tieffenbach
- Weiterswiller
- Wimmenau
- Wingen-sur-Moder
- Zittersheim